# Kommanditaktiengesellschaft (Schweiz)
Eine Kommanditaktiengesellschaft (Abkürzung deutsch: KmAG, französisch Société en commandite par actions, SCmA, italienisch Società in accomandita per azioni, SAcA) ist eine in der Schweiz und Liechtenstein existierende Rechtsform einer Gesellschaft, bei der das Gesellschafts-Kapital in Aktien zerlegt ist und bei der ein oder mehrere Mitglieder den Gesellschaftsgläubigern unbeschränkt und  solidarisch gleich einem Kollektivgesellschafter haftbar sind.
Für die Kommanditaktiengesellschaft kommen, soweit nichts anderes vorgesehen, die Bestimmungen der Aktiengesellschaft (Art. 764 Obligationenrecht) zur Anwendung. In der Schweiz gibt es rund 10 KmAG.
In Deutschland entspricht diese Rechtsform der Kommanditgesellschaft auf Aktien.